# Giorgia - Live alla Casa del Jazz
Giorgia - Live alla Casa del Jazz, pubblicato solo per il mercato digitale di iTunes il 5 febbraio 2008 su etichetta Sony BMG, è il primo EP della cantante italiana Giorgia dedicato al genere jazz. Il cd raggiunse il primo posto della chart e vi rimase per diverse settimane.

## Il disco
L'EP è nato da un concerto live di Giorgia presso la Casa del Jazz, un centro musicale e multifunzionale presso Villa Osio a Roma: luogo destinato ad artisti di fama internazionale e centro d'incontro per tutti gli stili declinanti nel genere Jazz. Giorgia si è esibita il 23 novembre 2007 live con i suoi musicisti: Matt Rohde (piano, tastiere e direzione musicale), Sonny T. (basso), Maurizio Fiordiliso (chitarre) e Jimmy Paxson (batteria), in un mini concerto organizzato dalla Sony BMG, riprodotto poi in un l'EP live disponibile solo in digitale su iTunes.
La cantautrice romana ha così reinterpretato in chiave jazz alcuni dei suoi brani più famosi, cinque dei quali confluiti poi nell'EP, reinterpretandoli in una nuova chiave intima e inedita.
Questa la scaletta dei brani: Girasole, Anime Sole, Stonata, Gocce di memoria, Vivi davvero, Parlo con te, E poi, Adesso lo sai (in duetto con il compagno Emanuel Lo).

## Tracce
1. Stonata – 3:55 (Giorgia)
2. Gocce di memoria – 4:28 (Giorgia, Andrea Guerra)
3. Vivi davvero – 3:49 (Giorgia)
4. Parlo con te – 5:36 (Giorgia)
5. E poi – 8:03 (Giorgia, Massimo Calabrese e Marco Rinalduzzi)